# Berberistofsmätare
Berberistofsmätare (Hydria cervinalis) är en fjärilsart som beskrevs av Giovanni Antonio Scopoli 1763. Enligt Dyntaxa ingår berberistofsmätare i släktet Hydria men enligt Catalogue of Life är tillhörigheten istället släktet Rheumaptera. Enligt båda källorna tillhör berberistofsmätare familjen mätare, Geometridae. Berberistofsmätare är reproducerande i Sverige. Två underarter finns listade i Catalogue of Life, Rheumaptera cervinalis hawelkae Schawerda, 1915 och Rheumaptera cervinalis simplonica Wackerzapp, 1890.

## Bildgalleri

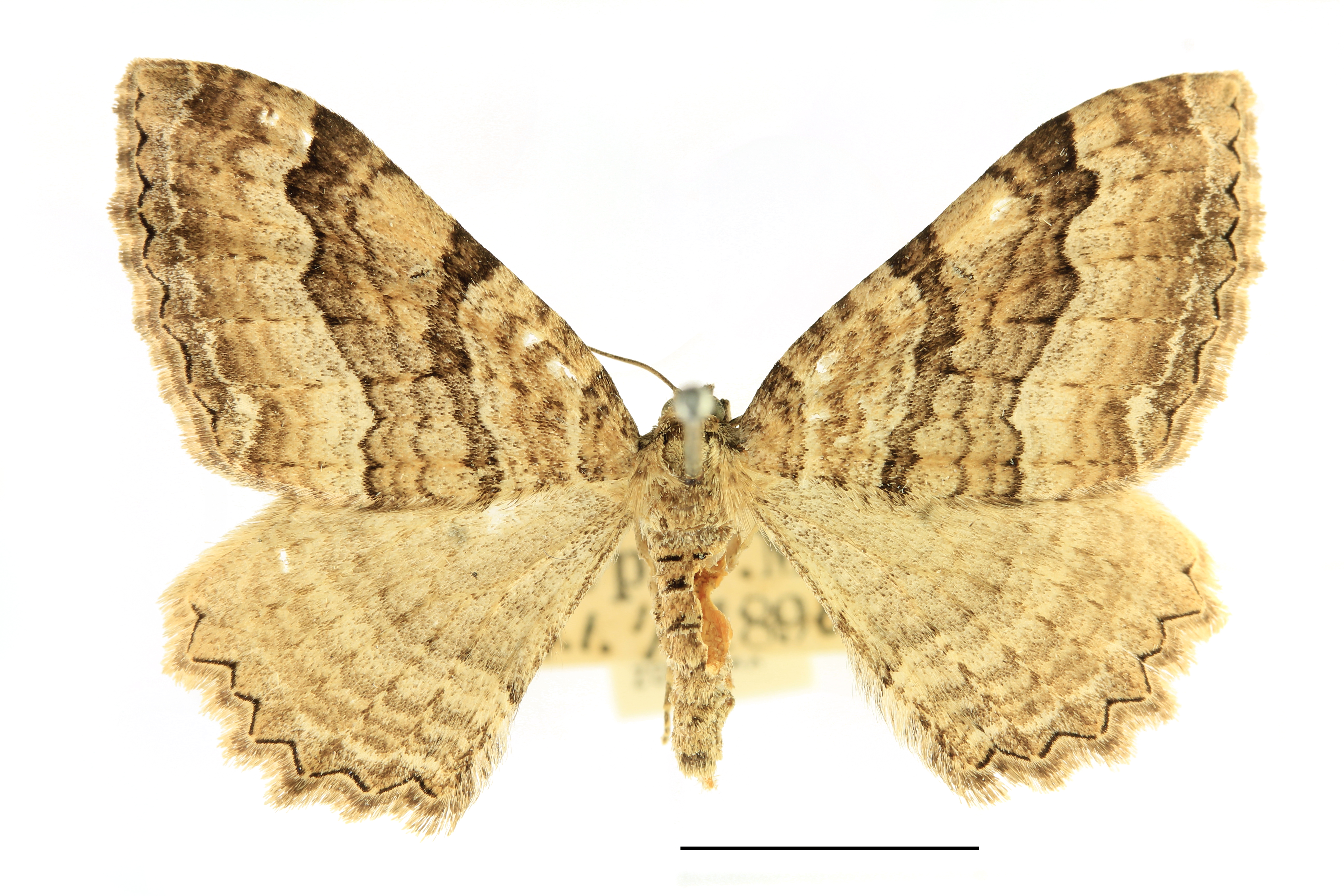
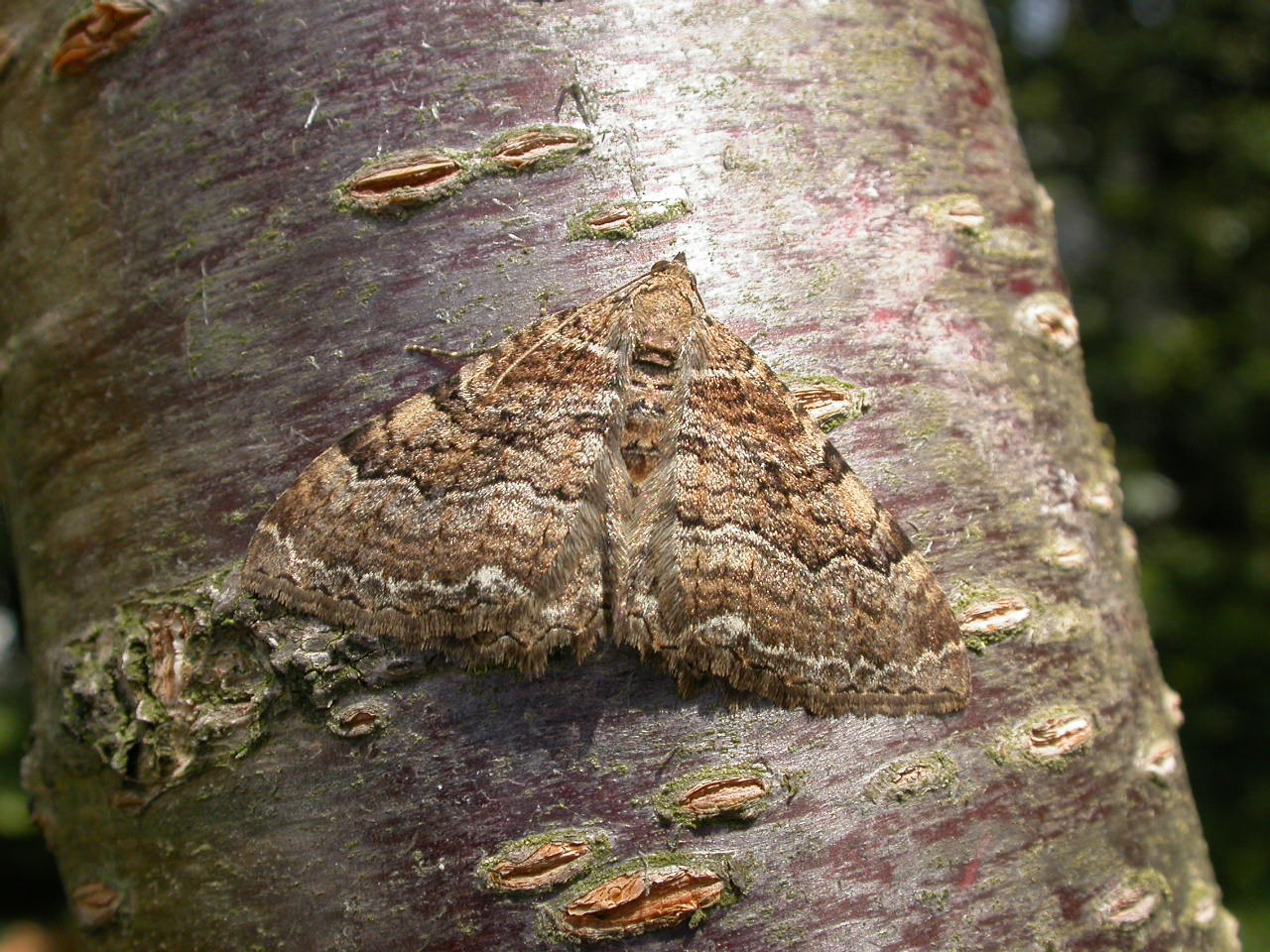